# Maestranza San Eugenio

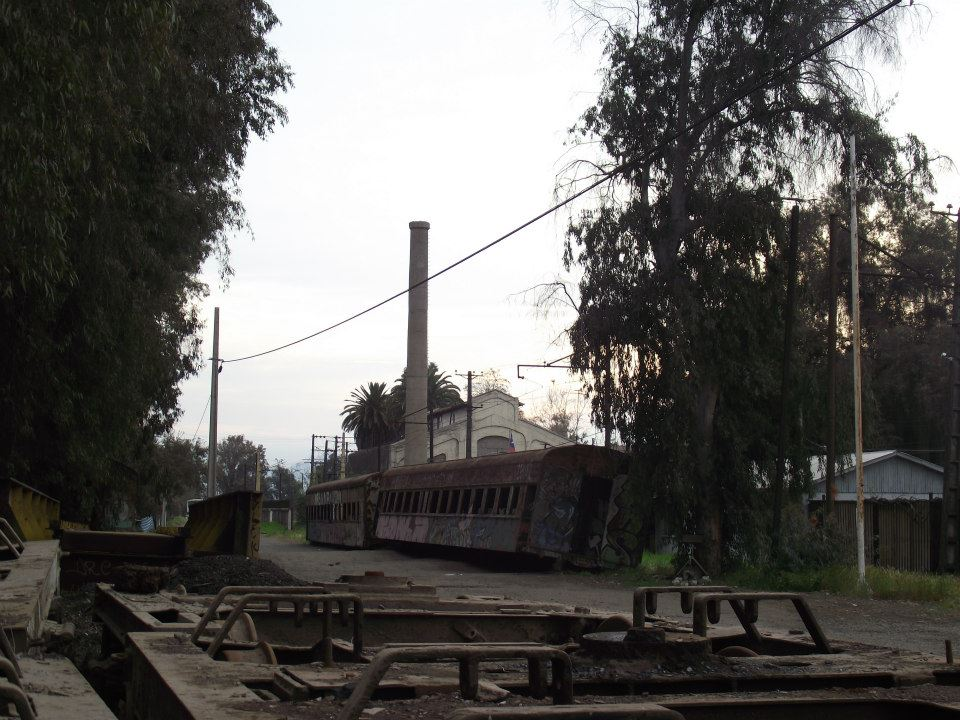
Vista del interior de la maestranza, con la chimenea de fondo.

La Maestranza San Eugenio es un recinto ferroviario ubicado en la comuna de Estación Central, ciudad de Santiago, Chile. Fue declarado Monumento Nacional de Chile, en la categoría de Zona Típica, y en la categoría de Monumento Histórico las edificaciones correspondientes a las dos casas de máquinas, dos tornamesas, el taller, la chimenea industrial, y las bodegas norte y sur, mediante el Decreto Exento n.º 2050, del 23 de octubre de 2007.

## Historia
En el año 1904 se lanzó un proyecto para reparar las maestranzas de Alameda en Santiago y de Concepción, así como también construir nuevas en Temuco, Barón y Santiago. Para la construcción de esta última se adquirieron terrenos al sureste de la Estación Central, en el sector de San Eugenio.
El 25 de abril de 1923 se ordena la modificación de los desvíos existentes dentro del recinto, así como otros trabajos.
En un principio alojaba las viviendas de los trabajadores de la Empresa de los Ferrocarriles del Estado, para luego convertirse en taller ferroviario. En 1928 se construyó la casa de máquinas n.º 2, siendo ese un periodo de desarrollo de la maestranza que se mantuvo hasta mediados de los años 1930, liberando espacio en las cercanías de la Estación Central.
Posteriormente la maestranza funcionó como casa de máquinas y maestranza de reparaciones parciales y periódicas, siendo subsidiaria a la Maestranza San Bernardo. Entre 1939 y 1940 se construyeron 60 carros de empuje en San Eugenio y en la década de 1980 se le encargaron diversas reparaciones mientras San Bernardo disminuía su capacidad. A mediados de la década de 1990 se realizaron reparaciones a los buscarriles del Ramal Talca-Constitución.

## Descripción
Las casas de máquinas están construidas de hormigón armado. Las tornamesas tienen forma redonda, con salida a 25 vías, siendo la de la casa de máquinas n.º 1 más grande que la de la n.º 2. Estas tornamesas giran mediante forma manual o gracias a un propulsor eléctrico, y cuentan además con dos puentes grúas.
La maestranza cuenta con cuatro cocheras a dos aguas. La primera tiene su techo de cerchas metálicas sobre la base de perfiles de acero, apoyado en pilares del mismo material, encontrándose cubierta de hierro galvanizado ondulado. La cochera 2 es de pilares de acero con cerchas de madera. Las cocheras 3 y 4 son de cerchas y pilares de acero.
Cuenta con una franja vía, conectando las casas de máquinas con la vía de acceso y salida de los galpones, que dan hacia la vía principal que se une con el ferrocarril de Santiago hacia el sur.